# برج ماکائو
مرکز گردهمایی و سرگرمی ماکائو که با نام برج ماکائو شناخته می‌شود برجی است که در شهر ماکائو، کشور چین قرار دارد. این برج ۳۳۸ متر ارتفاع دارد.